# Rippenquallen
Die Rippen- oder Kammquallen (Ctenophora von altgriechisch κτείς kteis „Kamm“ [Genitiv κτενός ktenos] und φέρειν pherein „tragen“) sind ein Stamm des Tierreichs. Ihr wissenschaftlicher Name bezieht sich auf die kammartigen Plättchen, mit denen die im Deutschen namensgebenden „Rippen“ bedeckt sind.
Auch wenn sie oberflächlich betrachtet wie Quallen aussehen, gelten sie zoologisch nicht als echte Quallen; nicht zuletzt weil ihnen die für diese charakteristischen Nesselzellen fehlen. Die mehr als 100 Arten der Rippenquallen sind weltweit in den Ozeanen verbreitet und stellen regional einen bedeutenden Anteil der gesamten Plankton-Biomasse. Einige Arten, wie etwa die auch in der Nordsee heimische Seestachelbeere (Pleurobrachia pileus), können in so hoher Zahl auftreten, dass sie als unerwünschter Beifang die Fischernetze der Küstenfischer verstopfen. Von anderen Arten treten dagegen nur wenige Exemplare auf. Der fragile Bau der Rippenquallen erschwert die Erforschung ihrer Lebensweise erheblich. Altersangaben liegen aus diesem Grunde nicht vor, obwohl bekannt ist, dass Rippenquallen schon vor dem Erreichen ihrer Erwachsenengröße mit der Fortpflanzung beginnen können und daher vermutlich einen kurzen Generationszyklus haben.
In der klassischen Taxonomie wurden die Rippenquallen mit den Nesseltieren (Cnidaria) zu den Hohltieren (Coelenterata) zusammengefasst. Eine enge Verwandtschaftsbeziehung zu den Nesseltieren ist aber nach Untersuchungen, die auch molekulare Methoden, wie den Vergleich von DNA-Sequenzen, mit einbeziehen, eher unwahrscheinlich. Die tatsächliche Stellung und Verwandtschaft der Rippenquallen ist umstritten.

## Aufbau
Rippenquallen sind, von einer durch symbiotisch lebende Algenzellen hervorgerufenen Färbung abgesehen, in der Regel farblos und werden oft nur einige Zentimeter groß. Ausnahmen sind etwa die Arten der Gattung Cestum, die einen Durchmesser von anderthalb Metern erreichen können.
Einige Arten, die in tieferen Gewässern vorkommen, sind rot gefärbt, zum Beispiel die in mehreren Hundert Metern Wassertiefe gefundene, 2020 neu beschriebene Vampyroctena delmarvensis (Ordnung Cydippida). Es wird angenommen, dass die Farbe der Tarnung dient: Rot ist zwar im direkten Sonnenlicht auffällig, unter Schwachlicht in großer Wassertiefe aber von Schwarz nicht zu unterscheiden. Andere rotgefärbte Arten, wie die sogenannte Rote Tortuga, sind nur von Filmaufnahmen in der Tiefsee bekannt. Die Art Eurhamphaea vexilligera kann eine leuchtend rote Tinte freisetzen, die möglicherweise der Ablenkung von Fressfeinden dient.
Rippenquallen sind beinahe ausnahmslos radialsymmetrisch; ihre Hauptkörperachse verläuft zwischen dem Mund und dem Statocyste genannten Gleichgewichtsorgan, das dem Mund genau gegenüberliegt. Diese Symmetrie wird im unteren Teil der Tiere äußerlich durchbrochen von den beiden Tentakeln, im oberen Bereich durch den Bau des Verdauungsraumes, der in mehrere Kanäle aufgetrennt ist. Die untere Symmetrieebene ist gegenüber der oberen um 90 Grad versetzt, man spricht von einer Disymmetrie oder einem biradialen Bau der Tiere.
Der Körper besteht aus zwei transparenten Zellschichten, die als Außenhaut (Ectodermis) und Innenhaut (Gastrodermis) bezeichnet werden. Die von zwei Zellschichten gebildete Ectodermis ist meist von einer Schutzschicht aus Schleim bedeckt, der von speziellen Drüsenzellen abgesondert wird. Die Gastrodermis umschließt einen Hohlraum, der als Magen dient und nur von der Mundöffnung zugänglich ist, an die sich ein langer schmaler Schlund anschließt. Gefangene Beute wird im Schlund durch starke Verdauungsenzyme vorverdaut und im Magen vollends zersetzt. Außer zwei kleinen, so genannten Analporen, die allerdings nicht der Ausscheidung dienen, gibt es keinen separaten Ausgang aus dem Magen, so dass die unverdaulichen Abfallstoffe durch den Mund entfernt werden.
Der Zwischenraum von Innen- und Außenschicht wird von einer dicken transparenten geleeartigen Schicht, der von Kollagen und Bindegewebszellen gebildeten Mesogloea, eingenommen, die von zahlreichen kleinen Kanälchen durchzogen ist, die dem Transport und der Speicherung der aufgenommenen Nährstoffe dienen. Die Lage der Kanäle ist von Art zu Art verschieden, doch verlaufen sie meist direkt unterhalb der von ihnen versorgten Gewebe. Das extrazelluläre Netz aus Strukturproteinen wird von speziellen amöbenartigen Zellen aufrechterhalten.
Auch für den statischen Auftrieb der Tiere spielt die Mesogloea vermutlich eine Rolle. Geißelrosetten, die sich in den Kanälen des Verdauungssystems befinden, dienen vermutlich dazu, Wasser aus der Mesogloea heraus oder in sie hineinzupumpen, wenn sich der osmotische Wasserdruck verändert, etwa weil das Tier aus salzhaltigem Meerwasser in küstennahes Brackwasser schwimmt. Ein spezielles Kreislaufsystem gibt es bei den Rippenquallen nicht, auch für die Atmung gibt es keine besonderen Organe; der Gasaustausch und wohl auch die Ausscheidung von Abfallprodukten des Zellstoffwechsels wie Ammoniak erfolgt über die gesamte Körperoberfläche hinweg durch einfache Diffusion. Den Körper durchzieht ein einfaches Nervennetz ohne „Gehirn“, das um Schlund, Tentakel, „Rippen“ und Statocyste herum konzentriert und mit den in der Mesogloea und der inneren Zellschicht der Außenhaut befindlichen Muskelzellen verbunden ist.

### Statocyste und Tentakel

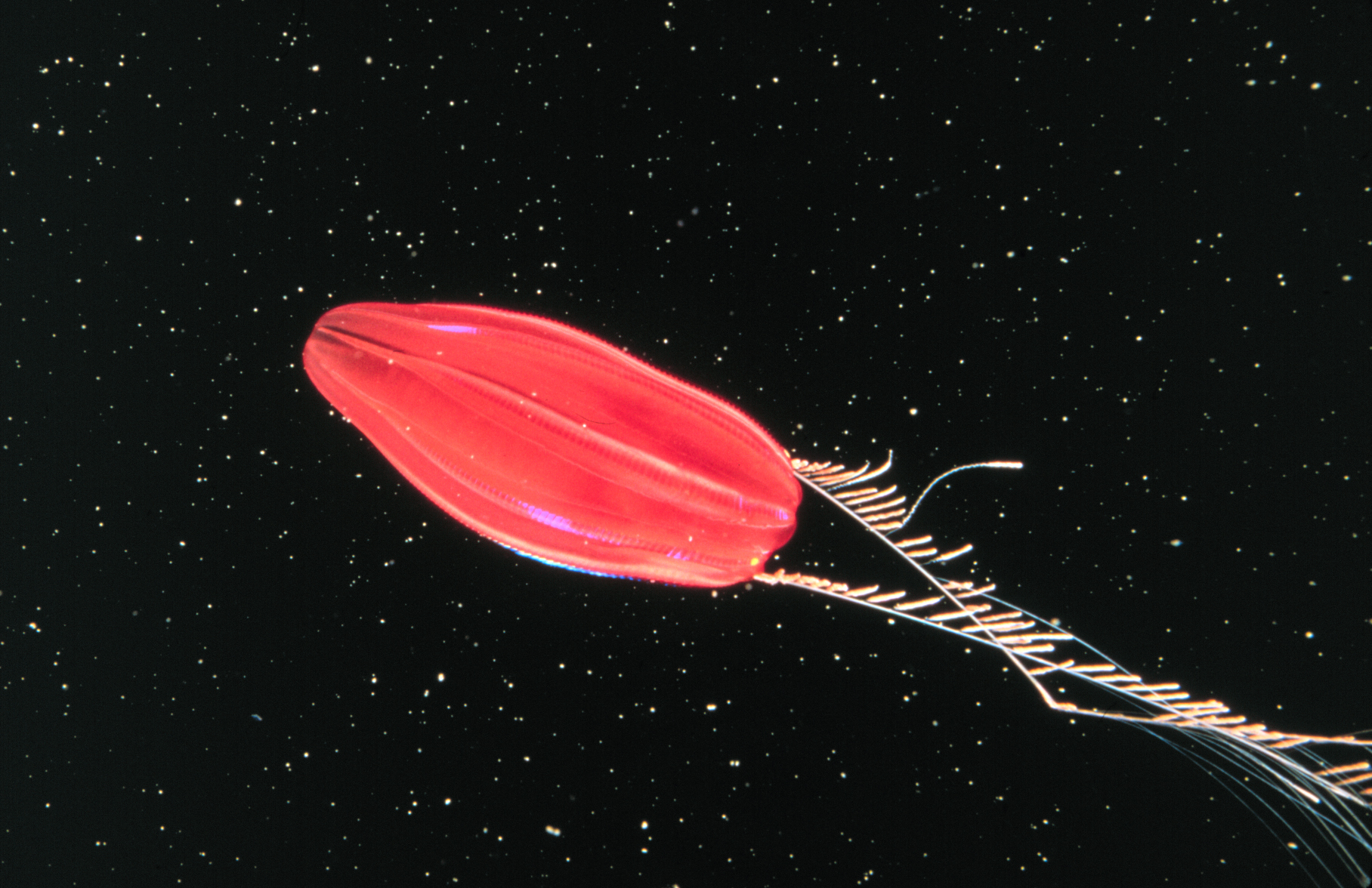
Rote Tortuga mit Tentakeln und deutlich erkennbaren Tentillen

Ein spezialisiertes System der Rippenquallen ist die Statocyste, die als Gleichgewichtsorgan dient und die Fortbewegung der Tiere kontrolliert. Sie befindet sich auf der der Mundöffnung abgewandten Körperseite und besteht aus einer als Statolith bezeichneten Ansammlung von einigen hundert Kalkzellen einerseits und vier horizontal angeordneten Gruppen von schlangenförmigen Geißeln andererseits. Verändert die Rippenqualle durch äußere Einflüsse ihre Lage im Raum, so übt der Statolith auf eine der vier Geißelgruppen stärkeren Druck aus als auf die drei anderen. Dieser Sinneseindruck wird auf die Außenhaut weitergeleitet, die von insgesamt acht längsseitigen Bändern, den namensgebenden Rippen durchzogen ist. Auf diesen Bändern befinden sich in einer Reihe hintereinander angeordnet kleine Plättchen, die aus Hunderten miteinander verschmolzener und etwa zwei Millimeter langer Geißeln bestehen und auch als Membranellen bezeichnet werden. Durch reihenweise Aufrichtung dieser Plättchen kommt es zu einem regelrechten Ruderschlag, der, wenn er zwischen den acht Rippen richtig synchronisiert ist, die ursprüngliche Lage wiederherstellen kann. Eine Geißelgruppe der Statocyste ist für die Anregung der Schlagbewegung auf je einem Quadranten zuständig und kontrolliert als Schrittmacher jeweils zwei Kammrippen. Der Schlagrhythmus wird auf mechanische Weise und nicht durch Nervenimpulse übertragen. Die Schlagbewegung der angeregten Geißelplättchen setzt sich in Wellen über die Rippen fort. Die so entstehenden Bewegungsmuster erzeugen bei geeigneter Beleuchtung Interferenzfarben und sind zum Beispiel im Sonnenlicht mit bloßem Auge als regenbogenfarbig durchlaufende Lichtreflexe entlang der Rippen sichtbar.
Ob erhöhter Druck auf die Geißelgruppen der Statocyste die Schlagfrequenz herauf- oder herabsetzt, hängt von der „Stimmung“ oder Geotaxis der Rippenqualle ab: Ist sie positiv, wird die Frequenz bei Druckzunahme herabgesetzt, so dass sich die Rippenqualle mit dem Mund nach unten ausrichtet und von der Wasseroberfläche wegschwimmt. Ist sie dagegen negativ, nimmt die Frequenz zu, die Rippenqualle richtet ihr Vorderende nach oben und schwimmt auf die Wasseroberfläche zu. Die „Stimmung“ der Rippenqualle wird durch vom Nervennetz verarbeitete Sinneseindrücke bestimmt.
Bei den meisten Arten finden sich vor der Mundöffnung zwei einander gegenüberstehende einziehbare Tentakel, die aus je einer Tentakelscheide entspringen und dem Fang von Beutetieren dienen. Sie tragen oft seitlich eine Reihe fadenartiger Filamente, die Tentillen, die anders als bei den Nesseltieren nicht mit Nessel-, sondern mit so genannten „Lassozellen“, den Colloblasten besetzt sind. Diese bestehen aus einem mit kleinen Klebekörperchen übersäten Kopf, einem kurzen schlanken Haltefaden und einem längeren darumgewundenen Spiralfaden. Bei Berührung wirkt diese Konstruktion wie eine Sprungfeder, die den Klebekopf auf die Beute schleudert. Die Colloblasten werden wie auch die Tentakel als ganzes regelmäßig regeneriert.
Alle Rippenquallen mit Ausnahme der Arten der Gattung Beroe (deswegen als Nuda oder Atentaculata bezeichnet) besitzen Tentakel. Auch manche Lobata setzen anstelle der Tentakel eher ihre muskeldurchzogenen Mundlappen zur Nahrungsbeschaffung ein, die dann einfach über ihre Beute gestülpt werden.
Rippenquallen sind erstaunlich regenerationsfähige Tiere: Selbst wenn die Hälfte eines Individuums zerstört wird, kann sie von der verbleibenden Hälfte oft wiederhergestellt werden. Dies gilt auch für einzelne Organe wie die Statolithen, die selbst nach Totalverlust noch regeneriert werden können.

## Fortbewegung
Viele Rippenquallen lassen sich einfach von der Meeresströmung treiben. Auf kurze Distanzen können sie auch durch den Ruderschlag ihrer Geißelplättchen aktiv schwimmen und zwar je nach „Ruderrichtung“ in Bezug auf die Mundöffnung vorwärts oder rückwärts. Sie sind damit die größten Tiere, die zur Fortbewegung noch Geißeln benutzen, und erreichen damit immerhin Geschwindigkeiten von etwa fünf Zentimetern pro Sekunde. Ein möglicher evolutionärer Vorteil wird darin gesehen, dass durch den gleichmäßigen Ruderschlag weder Beutetiere noch mögliche Fressfeinde wie andere Rippenquallen durch von Muskelbewegungen ausgelöste Vibrationen auf sie aufmerksam werden.
Manche Arten setzen allerdings zusätzlich die Muskelzellen ihrer Mundlappen zum Schwimmen ein, andere bewegen sich durch wellenförmige Körperbewegungen voran oder kriechen wie ein Plattwurm.

## Ernährung und Fressfeinde

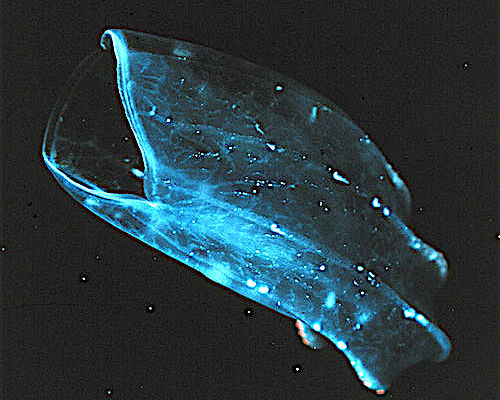
Rippenqualle auf Nahrungssuche, Mund befindet sich links

Rippenquallen leben räuberisch. Durch ihre Tentakel fangen sie Plankton, Tierlarven, Würmer, Krebse, Nesseltiere und andere Rippenquallen, aber zuweilen auch kleine Fische. Sind die Tentakel mit Nahrungspartikeln behaftet, können sie eingezogen und an der Mundöffnung abgestreift werden. Durch abgesonderten Schleim oder innere Geißeln werden sie von dort in den Magen befördert. Die Arten der Gattung Haeckelia ernähren sich beinahe ausschließlich von Nesseltieren, deren Nesselzellen jedoch nicht verdaut, sondern als so genannte Kleptocniden in den Tentakeln eingebaut werden. Dieser „Diebstahl“ hat historisch unter Zoologen lange Zeit für Verwirrung gesorgt, da fälschlicherweise angenommen wurde, dass auch Rippenquallen in der Lage sind, Nesselzellen zu bilden.
Wie eine ganze Reihe von Nesseltieren leben auch die Rippenquallen zuweilen mit diversen Algen, die sie durch Photosynthese mit energiereichen Kohlenhydraten versorgen, in einer symbiotischen Beziehung zusammen.
Zu den Fressfeinden der Rippenquallen zählen Nesseltiere, Meeresschildkröten (Cheloniidae), verschiedene Fische wie zum Beispiel Makrelen (Scombridae) oder der Seehase (Cyclopterus lumpus), Seevögel sowie nicht zuletzt andere Rippenquallen.

## Lebensraum
Alle Rippenquallen leben im Meer, manche davon in bis zu drei Kilometern Tiefe. Ihr Verbreitungsgebiet wird in erster Linie durch Wasserströmungen bestimmt, insbesondere durch die Gezeiten. Auch in der Nordsee kommen einzelne Arten vor, so beispielsweise die so genannte Seestachelbeere (Pleurobrachia pileus) oder die Melonenqualle (Beroe gracilis) und die Meerwalnuss (Mnemiopsis leidyi).
Die bekanntesten Arten leben als Teil des Planktons in den oberflächennahen, lichtdurchfluteten Gewässerschichten. Da sie allerdings weitgehend durchsichtig und extrem fragil aufgebaut sind sowie meist nur wenige Millimeter groß werden, sind sie den meisten Menschen unbekannt. An den Küsten finden sich vor allem die kugeligen Pleurobrachia-Arten, zu denen auch die Seestachelbeere gehört. Auch Bolinopsis und Mnemiopsis sowie die tentakellosen Beroe sind nicht selten dort anzutreffen.
Etwa 35 Arten leben am Meeresboden. Diese Arten werden in das Taxon Platyctenida eingeordnet, da sie sich durch ihre abgeplattete Form auszeichnen und so eher Schnecken oder Plattwürmern ähneln als „Quallen“.
Rippenquallen stellen in arktischen Gewässern mit der „Seenuss“ Mertensia ovum die vorherrschende Gruppe des Zooplanktons.

## Fortpflanzung

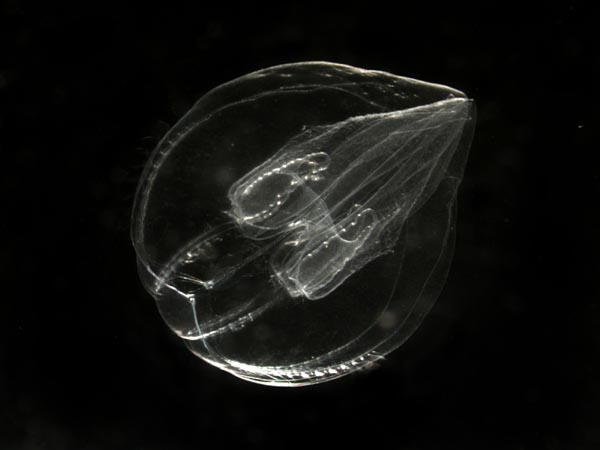
„Larve“ von Bolenopsis sec.

Rippenquallen vermehren sich abgesehen von den Arten der Ordnung Platyctenida, die sich auch ungeschlechtlich fortpflanzen können, grundsätzlich auf geschlechtliche Weise. Fast immer handelt es sich um Zwitter, jedes Tier besitzt also sowohl männliche (Hoden) als auch weibliche Keimdrüsen (Ovarien), die sich direkt unter den „Rippen“ neben den kleinen Kanälchen der Mesoglea befinden. Bei fast allen Arten werden, wohl durch die äußeren Lichtverhältnisse ausgelöst, die Keimzellen durch kleine Öffnungen in der Außenhaut, die Gonoporen, an das umgebende Wasser abgegeben, wo dann auch die Befruchtung stattfindet. Selbstbefruchtung ist eher selten und kommt anscheinend nur in der Gattung Mnemiopsis vor. Eine einzige Art, Tjalfiella tristoma, ist lebendgebärend, die Jungtiere wachsen hier in einer eigenen Bruthöhle heran.
Bei den befruchteten Eizellen ist nach zwei Zellteilungen die spätere Körpersymmetrie der Rippenqualle schon festgelegt; sie entwickeln sich über ein bereits freischwimmendes so genanntes Cydippea-Stadium, das bei allen Rippenquallen sehr ähnlich aussieht und manchmal als Larve bezeichnet wird, in Wirklichkeit aber meist bereits eine Miniaturversion des erwachsenen Tieres darstellt. Bei einigen stark spezialisierten Gruppen wie den Platyctenida nehmen Cydippea und erwachsenes Tier allerdings unterschiedliche ökologische Nischen ein, so dass die Bezeichnung Larve dort angebrachter ist.

## Rippenquallen als Neozoen
Obwohl Rippenquallen in der Regel kaum bemerkt werden und ihr Einfluss auf ein Ökosystem scheinbar nur sehr gering ist, können sie doch erheblichen Schaden anrichten, wenn sie in nichtheimische Gewässer gelangen. So wurde die nordatlantische Art Mnemiopsis leidyi mit dem Ballastwasser von Schiffen in den frühen 1980er Jahren in das Schwarze Meer verbracht und breitete sich dort rasant aus. Innerhalb von zehn Jahren kollabierte der Sardellen-Fischfang rund um das Meer, da die neu eingeführte Art sich von demselben Plankton ernährte, welches auch die Fischlarven fressen. Die Biomasse der Rippenquallen im Schwarzen Meer wurde zum Höhepunkt dieser Entwicklung auf eine Million Tonnen geschätzt. Die Rippenquallen können ihr Gewicht mitunter in 24 Stunden verdoppeln. Forscher der zur Helmholtz-Gemeinschaft gehörenden Biologischen Anstalt Helgoland (BAH) wiesen zuletzt darauf hin, dass sich die Rippenqualle aufgrund wärmerer Winter auch in der Ost- und Nordsee zu einem Problem entwickeln könnte.
Durch das ebenso plötzliche Auftreten einer weiteren Rippenquallenart, Beroe ovata, im Jahre 1997, die sich von Mnemiopsis leidyi ernährt, pendelte sich das Gleichgewicht wieder ein, das Schwarze Meer ist seitdem jedoch von beiden fremden Arten besiedelt. Das gleiche Szenario spielt sich zu Beginn des 21. Jahrhunderts mit den gleichen Arten im Kaspischen Meer ab. Auch für dieses Ökosystem sind entsprechend schwerwiegende Veränderungen zu erwarten. In der westlichen Ostsee wurde die nordatlantische Art Mnemiopsis leidyi im Oktober 2006 zum ersten Mal nachgewiesen.

## Forschungsgeschichte
Rippenquallen sind, da sie bei genauer Beobachtung von Schiffen aus sichtbar sind, wohl schon seit der Antike bekannt. Die erste erhaltene Zeichnung wurde allerdings erst 1671 durch einen Schiffsarzt angefertigt. Der schwedische Taxonom Carl von Linné stellte sie bei seiner Klassifikation des Tierreichs zusammen mit anderen „primitiven“ wirbellosen Tieren wie Schwämmen (Porifera) oder Nesseltieren zu den Zoophyta (übersetzt etwa Tierpflanzen) und spielte damit auf den passiven, „pflanzenähnlichen“ Charakter der Tiere an. Auch der französische Zoologe Georges Cuvier hielt diese Einteilung noch aufrecht. Erst im 19. Jahrhundert wurden die Rippenquallen als eigenständiges Taxon erkannt.

## Stammesgeschichte

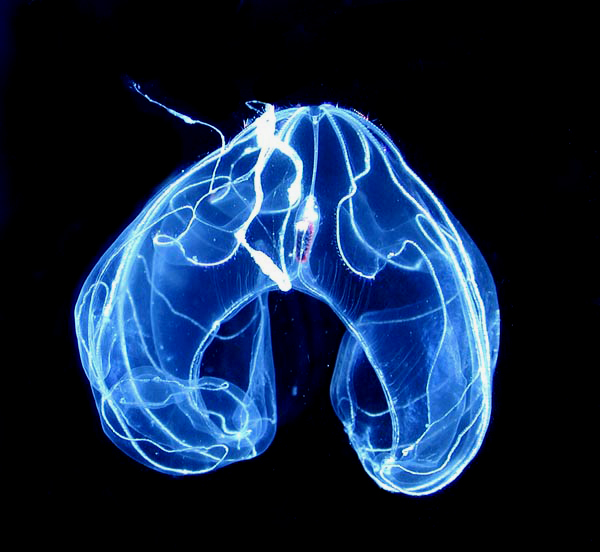
Rippenqualle Bathocyroe fosteri, am oberen, mundabgewandten Ende lassen sich Kammplättchen in Seitenansicht ausmachen

Die in der Einleitung angeführte Klassifikation ist nicht unumstritten. Nach der zurzeit führenden systematischen Methode, der Kladistik, sind die Rippenquallen enger mit den spiegelsymmetrisch aufgebauten Bilateria als mit den Nesseltieren verwandt. Dafür spricht auch, dass sie über zwei einander gegenüberstehende Tentakel verfügen, welche die Radialsymmetrie durchbrechen und zu einer Bilateral- oder Spiegelsymmetrie machen. Von den Nesseltieren unterscheidet sie zudem das Vorhandensein echten Muskelgewebes und die beschriebenen, aus hunderten kleiner Plättchen bestehenden, „Rippen“. Ein wichtiges Indiz für das Schwesterngruppenverhältnis der Rippenquallen mit den Bilateria ist außerdem der Aufbau der Spermien. Diese besitzen bei beiden Gruppen ein einzelnes, großes Akrosom und eine darunterliegende subakrosomale Perforationsplatte. Bei den Nesseltieren liegen mehrere Akrosomalbläschen vor.
Aus diesem Grunde steht der „klassischen“ Gruppierung der Hohltiere das alternative Taxon der Acrosomata gegenüber:
Alternative 1Hohltiere (Coelenterata):
| Hohltiere (Coelenterata) | \| \| Nesseltiere (Cnidaria) \| \| \| \| \| \| Rippenquallen (Ctenophora) \| \| \| \| |
|                          | \| \| Nesseltiere (Cnidaria) \| \| \| \| \| \| Rippenquallen (Ctenophora) \| \| \| \| |
|                          | Bilateria                                                                             |
|                          |                                                                                       |
|                          | Nesseltiere (Cnidaria)                                                                |
|                          |                                                                                       |
|                          | Rippenquallen (Ctenophora)                                                            |
|                          |                                                                                       |

|  | Nesseltiere (Cnidaria)     |
|  |                            |
|  | Rippenquallen (Ctenophora) |
|  |                            |

Alternative 2Acrosomata:
| Acrosomata | \| \| Bilateria \| \| \| \| \| \| Rippenquallen (Ctenophora) \| \| \| \| |
|            | \| \| Bilateria \| \| \| \| \| \| Rippenquallen (Ctenophora) \| \| \| \| |
|            | Nesseltiere (Cnidaria)                                                   |
|            |                                                                          |
|            | Bilateria                                                                |
|            |                                                                          |
|            | Rippenquallen (Ctenophora)                                               |
|            |                                                                          |

|  | Bilateria                  |
|  |                            |
|  | Rippenquallen (Ctenophora) |
|  |                            |

Daneben ist auch eine enge Verwandtschaft der Rippenquallen mit Plattwürmern vorgeschlagen worden; als Begründung werden unter anderem die Ähnlichkeiten zwischen diesen und den abgeflachten Rippenquallen der Ordnung Platyctenida angeführt. Diese gelten allerdings den meisten Zoologen nur als oberflächliche Gemeinsamkeiten, die nicht auf eine enge Verwandtschaftsbeziehung hindeuten.
Alternative 3ParaHoxozoa/Planulozoa:
| ParaHoxozoa | \| \| Placozoa (Scheibentiere) \| \| \| \| \| \| Planulozoa (Nesseltiere & Zweiseitentiere) \| \| \| \| |
|             | \| \| Placozoa (Scheibentiere) \| \| \| \| \| \| Planulozoa (Nesseltiere & Zweiseitentiere) \| \| \| \| |
|             | Schwämme (Porifera)                                                                                     |
|             | |
|             | Placozoa (Scheibentiere)                                                                                |
|             | |
|             | Planulozoa (Nesseltiere & Zweiseitentiere)                                                              |
|             | |

|  | Placozoa (Scheibentiere)                   |
|  |                                            |
|  | Planulozoa (Nesseltiere & Zweiseitentiere) |
|  |                                            |

| ParaHoxozoa | \| \| Placozoa (Scheibentiere) \| \| \| \| \| \| Planulozoa (Nesseltiere & Zweiseitentiere) \| \| \| \| |
|             | \| \| Placozoa (Scheibentiere) \| \| \| \| \| \| Planulozoa (Nesseltiere & Zweiseitentiere) \| \| \| \| |
|             | Schwämme (Porifera)                                                                                     |
|             | |
|             | Placozoa (Scheibentiere)                                                                                |
|             | |
|             | Planulozoa (Nesseltiere & Zweiseitentiere)                                                              |
|             | |

|  | Placozoa (Scheibentiere)                   |
|  |                                            |
|  | Planulozoa (Nesseltiere & Zweiseitentiere) |
|  |                                            |

Zu guter Letzt werden die Rippenquallen in der Kombination der ParaHoxozoa/Planulozoa-Alternative an die Basis der Metazoen gestellt und bilden hierin die ursprünglichsten mehrzelligen Tiere.
Der weiche Körper der Rippenquallen, der von keinerlei Hartteilen bedeckt ist, macht eine Fossilisierung im Allgemeinen sehr unwahrscheinlich, so dass die Stammesgeschichte der Rippenquallen fossil sehr schlecht dokumentiert ist. Einzelfunde, Archaeocydippida hunsrueckiana und Paleoctenophora brasseli, die sich in die Ordnung Cydippida einteilen lassen, sind aus dem Zeitalter des Devon bekannt; in feinkörnigem Schiefergestein aus dem Hunsrück haben sich hier genug Details erhalten, um eine Identifikation zu ermöglichen. Die aus der Chengjiang-Fauna des unteren Kambriums bekannte Art Matianoascus octonarius ist in ihrer Zugehörigkeit zu den Rippenquallen umstritten, dafür sind drei Arten, Ctenorhabdotus capulus, Fasciculus vesanus und Xanioascus canadensis aus dem kambrischen Burgess-Schiefer bekannt.

## Systematik
Derzeit sind etwa hundert Arten bekannt, die traditionell in die beiden Klassen der Tentaculata (auch Tentaculifera) und Nuda (auch Atentaculata) aufgeteilt werden.
- Die Tentaculata umfassen den weitaus größten Teil der Artenvielfalt; wie der Name bereits andeutet, verfügen sie über Tentakel, die allerdings gegebenenfalls sehr stark verkümmert sein können. Man unterscheidet die folgenden sechs Ordnungen:
  - Ordnung Cydippida, unter anderem mit der Seestachelbeere (Pleurobrachia pileus)
  - Ordnung Platyctenida
  - Ordnung Ganeshida
  - Ordnung Thalassocalycida
  - Ordnung Lobata
  - Ordnung Cestida, unter anderem mit dem Venusgürtel (Cestum veneris)
- Zur Klasse Nuda wird lediglich eine einzige Ordnung, Beroida, gerechnet, zu der unter anderem die Melonenqualle (Beroe gracilis) und die Seemelone (Beroe ovata) gehören. Auch hier zeigt der Name des Taxons schon an, dass sich Nuda-Arten durch die vollkommene Abwesenheit von Tentakeln auszeichnen.

Wegen der weiterbestehenden Unsicherheiten über die Einordnung der Rippenquallen insgesamt ist derzeit unklar, ob die obige Klasseneinteilung die tatsächlichen stammesgeschichtlichen Verhältnisse innerhalb des Taxons korrekt wiedergibt. Dies ist nur der Fall, wenn sich die tentakelbesitzenden Arten aus tentakellosen Vorfahren entwickelt haben. Wenn stattdessen die Tentakel bei den Arten der Klasse Nuda sekundär verloren gegangen sind, ist sehr wahrscheinlich, dass die Klasse Tentaculata eine paraphyletische Gruppe darstellt, also nicht alle Nachkommen ihres gemeinsamen Vorfahren umfasst. Nach den Vorstellungen der modernen Systematik, der Kladistik, wäre sie dann nur eine unnatürliche Zusammenfassung nicht näher verwandter Arten. Molekulargenetische Untersuchungen stützen die letztere Sicht und sehen zudem die Ordnung Cydippida als polyphyletisch an; diese umfasst, wenn sich die Resultate dieser Studien bestätigen, also nicht einmal den letzten gemeinsamen Vorfahren der Gruppe und wäre somit ein künstliches Taxon.
Das folgende Diagramm zeigt die mutmaßlichen stammesgeschichtlichen Verhältnisse innerhalb der Rippenquallen auf der Basis morphologischer und molekulargenetischer Daten (ribosomaler RNA):
|  | Nuda beziehungsweise Beroida     |
|  |                                  |
|  | Cydippida (Familie Haeckeliidae) |
|  |                                  |

|                         | Lobata           |
|                         |                  |
|                         | Thalassocalycida |
|                         |                  |
|                         | Cestida          |
| Vorlage:Klade/Wartung/3 |                  |

|  | Nuda beziehungsweise Beroida     |
|  |                                  |
|  | Cydippida (Familie Haeckeliidae) |
|  |                                  |

|                         | Lobata           |
|                         |                  |
|                         | Thalassocalycida |
|                         |                  |
|                         | Cestida          |
| Vorlage:Klade/Wartung/3 |                  |

|  | Nuda beziehungsweise Beroida     |
|  |                                  |
|  | Cydippida (Familie Haeckeliidae) |
|  |                                  |

|                         | Lobata           |
|                         |                  |
|                         | Thalassocalycida |
|                         |                  |
|                         | Cestida          |
| Vorlage:Klade/Wartung/3 |                  |

|  | Nuda beziehungsweise Beroida     |
|  |                                  |
|  | Cydippida (Familie Haeckeliidae) |
|  |                                  |

|                         | Lobata           |
|                         |                  |
|                         | Thalassocalycida |
|                         |                  |
|                         | Cestida          |
| Vorlage:Klade/Wartung/3 |                  |

|  | Nuda beziehungsweise Beroida     |
|  |                                  |
|  | Cydippida (Familie Haeckeliidae) |
|  |                                  |

|                         | Lobata           |
|                         |                  |
|                         | Thalassocalycida |
|                         |                  |
|                         | Cestida          |
| Vorlage:Klade/Wartung/3 |                  |

|  | Nuda beziehungsweise Beroida     |
|  |                                  |
|  | Cydippida (Familie Haeckeliidae) |
|  |                                  |

|                         | Lobata           |
|                         |                  |
|                         | Thalassocalycida |
|                         |                  |
|                         | Cestida          |
| Vorlage:Klade/Wartung/3 |                  |

|  | Nuda beziehungsweise Beroida     |
|  |                                  |
|  | Cydippida (Familie Haeckeliidae) |
|  |                                  |

|                         | Lobata           |
|                         |                  |
|                         | Thalassocalycida |
|                         |                  |
|                         | Cestida          |
| Vorlage:Klade/Wartung/3 |                  |

|  | Nuda beziehungsweise Beroida     |
|  |                                  |
|  | Cydippida (Familie Haeckeliidae) |
|  |                                  |

|                         | Lobata           |
|                         |                  |
|                         | Thalassocalycida |
|                         |                  |
|                         | Cestida          |
| Vorlage:Klade/Wartung/3 |                  |

Die Stellung der Ganeshida ist unbekannt.
Die vorstehenden Angaben sind allerdings noch mit großen Unsicherheiten behaftet – bis auf weiteres müssen die stammesgeschichtlichen Verhältnisse innerhalb der Rippenquallen als ungeklärt betrachtet werden.